# Boldog vég
A Boldog vég Rakovszky Zsuzsa 2020-ban az Osiris Kiadónál megjelent novelláskötete. Ugyanez a címe a könyv egyik novellájának is.

## A kötetről
A kötet hét novellát tartalmaz, keletkezési idejük nincs feltüntetve.
- Piroska
- Az égő sün
- Szerelem
- Széplelkek
- Boldog vég
- A büntetés
- Sorsjegy

### Tartalma
- Piroska – Egy középkorú pesti nő igyekszik elmondani ismerősének, hogy a kapcsolatának „miért lett vége Tamással”. Ehhez kénytelen elmesélni – egyes szám első személyben, mintha vele történt volna – az ötvenes éveiben járó, 1956 óta Bécsben élő férfi neveltetését és benne Piroska, a bébiszitter szerepét. Aki lényével és módszerével megtestesíti a Rákosi-rendszer hazug, nyomasztó világát.

- Az égő sün – Egy rövid kezdő jelenetben feltárul apa és fia, két nemzedék konfliktusa, pedig csak annyi történik, hogy a fiút – aki könyvesszekérről könyvet árul – apja hazahívja vacsorára (az anya épp felépült egy megfázásból). Ábel azonban munka után barátnőjéhez, Kriszhez megy, akivel meglátogatnak egy szegény családot. A diplomás, de állatmenhelyen dolgozó lány budai lakásából tüntetést szervez a facebookon, mert valaki állítólag meggyújtott egy sünt. Ábelnek ez jut eszébe hazafelé, amikor egy védekező, félelmében összegubózó sünt talál.

- Szerelem – „Mindig is valami felháborodáshoz hasonló érzést keltett bennem a feleségem étvágya…” – gondolja egy férfi erdei sétájuk alkalmával, a vendéglői ebéd közben. Majd elmondja megismerkedésük és házasságuk történetét, Eszter iránti ellentmondásos érzelmeit, képzelgéseit. Az ebéd utáni séta közben az asszony letér az ösvényről és eltűnik. A férfi sokszor elképzelte már, hogy a felesége hirtelen eltűnik vagy a halálhírét hozzák. Most is megrémül, „de vajon mitől? A félelemtől? Vagy valamiféle reménytől?”

- A Széplelkek különbözik a többi novellától: valamikor a 18-19. század fordulóján, Németországban játszódik és nyolc levélből áll. Az „anyuskájá”-val Weimarból épp elköltözött  érzékeny, csupa-szív Anette írogatja őket ottani drága barátnőjének, Elise-nek („für Elise”). Beszámol érzelmeiről és a vele történő eseményekről: hirtelen támadt meghitt barátságáról a jóságos Sopfie-val, ezzel a „finom és érzékeny lélek”-kel (146. o.), aki meghívta a házukba, és aki rideg férjének áldozata. Az utazásából egy idő után hazatérő férj, Meyer úr zárkózott, semmivel nem törődik, egykedvűen néz keresztül a vendégen is. Azután Anette szomorúan, majd döbbenten kezdi panaszolni, hogy amit korábban írt, az mind visszájára fordul.

- Boldog vég – Judit, a 47 éves tanárnő, régóta elvált. A késő Kádár-korban vagyunk (kb. az 1980-as évek eleje). Imádott egyetlen fia (Gergő), akit egymaga nevelt fel, rögtön a diploma után a barátjával Svédországba disszidál. Juditot beidézik a hatósághoz, de nem bántják; az iskolából nem rúgják ki, sőt az igazgató ígéri, hogy „kiáll mellette”. Barátnőktől kapott tanácsok és az unokatestvér segítségével próbál még létezni, egy darabig.

- A büntetés – Anitának végre sikerült elválnia Imrétől, a kisgyerekként ragaszkodó falusi fiútól. Annak idején szinte csak véletlenül ment hozzá, az igazi szerelme Tamás, akivel már újból együtt él. A válás után Imre kilépett munkahelyéről, lemondta a beígért amerikai munkát és eltűnt. „Szerintem meg akar büntetni – véli Anita nővére ...a bűntudatodon keresztül.” Három év múltán Imre még egy pillanatra megjelenik.

- Sorsjegy – Egy idősödő agglegény antikvárius története, aki pártfogásába vesz és taníttatni is kezd egy 18 éves volt állami gondozott lányt, „Dorinát”. Aki folyton becsapja őt, és ő is önmagát. Rá is érvényes, amit Anette, a Széplelkek levélírója így fogalmaz meg: – Soha nem bocsátunk meg annak, aki összetöri a magunkról alkotott képet.

## Kritikai fogadtatása
A kritikák a kötet legtöbb írását hosszúnak, túl részletezőnek tartják: „komótos”,  „öncélú és túlírt”, „lassú, olykor kicsit unalmas”. Benedek Szabolcs azonban árnyalja ezt a képet: „Első pillantásra ezek régimódi, tradicionális elbeszéléseknek tűnnek… Aztán mégiscsak jön egy váratlan csavar, ami fölforgatja a novellák olvasása közben elsőre összeálló világot.” 
Radics Viktória véleménye: ezek nem is novellák, hanem elbeszélések. „Ami összeköti őket, az a lélektani realizmus (vagy az erre irányuló törekvés), meg a polgári (kispolgári, középpolgári) perspektíva.” Bak Róbert szerint a novellák közös vonása „a precíz, sallangmentes, sok jelzővel dolgozó és lassan építkező költői hang, amely soha sehol nem bicsaklik meg.”
Feltűnő a múltban játszódó „levélnovella”, vagyis a Széplelkek ellentétes megítélése. Egyesek a legjobbnak, mások – az Élet és Irodalom  és a Magyar Krónika kritikusa – a leggyengébb írásnak tartják.
Kálmán C. György hangsúlyozza a novellák értékeit – „Gáncstalan próza, kiváló történetmesélés…” –, de elemzésében inkább „kétségek, fenntartások fogalmazódnak meg”. A Szerelem  elég körülményes, néha kicsit unalmas. Az Égő sün ábrázolása egysíkú, a két figura sematikus. A Piroska kiváló novella, „Magja egy hihetetlenül erős, megrázó erejű figura, [de] …miért van szükség bármiféle lekerekítésre a novella végén? … A címadó novella (Boldog vég) befejezése ugyanezért kétséges. … Káprázatos viszont a Széplelkek című írás. Mindaz megvan benne, ami hiányzik az olvasót passzivitásra és ítélkezésre szorító, "kétdimenziós" novellákból.”„Ezek a novellák sokfélék, sokféle hiánnyal, torzulással, problémával, furcsasággal – és rengeteg szép, elegáns megoldással, szellemmel és vonzerővel.” 
Erre a kettősségre utalhat Radics Viktória is, amikor az általa is legjobbnak tartott Széplelkek utolsó leveléből vett idézetet választja kritikája címéül: Méz és fokhagyma.